# Коран (Кантал)
Коран (фр. Coren) је насељено место у Француској у региону Оверња, у департману Кантал.
По подацима из 2011. године у општини је живело 423 становника, а густина насељености је износила 25,09 становника/km².

## Демографија
| 1962. | 1968. | 1975. | 1982. | 1990. | 2011. |
| ----- | ----- | ----- | ----- | ----- | ----- |
| 307   | 262   | 276   | 401   | 419   | 423   |